# Ceramica Cleopatra Football Club
Il Ceramica Cleopatra Football Club (in arabo نادي سيراميكا كليوباترا لكرة القدم‎?), noto come Ceramica Cleopatra, è una società calcistica egiziana di Giza, fondata nel 2006. Milita nella Prima Lega, la massima divisione del campionato egiziano di calcio, e gioca le gare casalinghe allo stadio internazionale del Cairo.

## Storia
La fondazione del club risale al 2006 per opera del Cleopatra Group, colosso dell'industria della ceramica comandato da Mohamed M. Abou El Enein, presidente della squadra.
Il Ceramica Cleopatra ottenne la promozione dalla terza divisione egiziana alla serie cadetta al termine della stagione agonistica 2015-2016, vincendo il campionato di terza serie. Nel 2019-2020, vincendo il girone B della seconda serie egiziana, fu promosso in Prima Divisione.
Nella stagione 2024-2025 raggiunge per la prima volta nella sua storia la semifinale di Coppa d'Egitto.

## Palmarès

### Competizioni nazionali
- Campionato egiziano di seconda divisione: 1

2019-2020 (gruppo B)

## Organico

### Rosa 2021-2022
Aggiornata al 5 settembre 2021.
| N. |                   | Ruolo | Calciatore              |
| -- | ----------------- | ----- | ----------------------- |
| 1  | Egitto (bandiera) | P     | Mahmoud Shokri          |
| 2  | Egitto (bandiera) | D     | Khaled Sobhi            |
| 3  | Egitto (bandiera) | A     | Riga                    |
| 4  | Egitto (bandiera) | D     | Ragab Bakar             |
| 5  | Egitto (bandiera) | D     | Tarek Samy              |
| 6  | Egitto (bandiera) | D     | Abdallah Mahmoud        |
| 7  | Egitto (bandiera) | C     | Diyaa Kandil (capitano) |
| 8  | Egitto (bandiera) | C     | Mahmoud Bolbol          |
| 10 | Egitto (bandiera) | A     | Shady Hussein           |
| 11 | Egitto (bandiera) | A     | Sherif Dabo             |
| 12 | Egitto (bandiera) | D     | Ahmed Mohsen            |
| 13 | Egitto (bandiera) | C     | Mido Gaber              |
| 14 | Egitto (bandiera) | C     | Mohamed Tony            |
| 15 | Egitto (bandiera) | C     | Saleh Gomaa             |
| 16 | Egitto (bandiera) | P     | Amer Mohamed            |
| 17 | Ghana (bandiera)  | D     | Fabrice Ngah            |
| 18 | Egitto (bandiera) | A     | Mohamed Mosaad          |
| 19 | Egitto (bandiera) | A     | Ahmed Ghoneim           |
| 20 | Egitto (bandiera) | C     | Mohamed Ibrahim         |

| N. |                           | Ruolo | Calciatore       |
| -- | ------------------------- | ----- | ---------------- |
| 21 | Egitto (bandiera)         | D     | Body             |
| 22 | Egitto (bandiera)         | C     | Ashour El Adham  |
| 23 | Egitto (bandiera)         | D     | Walid Abdelmonem |
| 24 | Costa d'Avorio (bandiera) | C     | Fonsinho         |
| 25 | Ghana (bandiera)          | C     | Winful Cobbinah  |
| 26 | Tunisia (bandiera)        | D     | Seif Teka        |
| 27 | Egitto (bandiera)         | D     | Mahmoud Sakr     |
| 28 | Ghana (bandiera)          | A     | Maxwell Baakoh   |
| 30 | Ghana (bandiera)          | C     | Kwame Bonsu      |
| 33 | Egitto (bandiera)         | C     | Mostafa Saad     |
| 99 | Egitto (bandiera)         | P     | Mohamed Gamal    |
|    | Egitto (bandiera)         | D     | Mohamed Gamal    |
|    | Egitto (bandiera)         | C     | Mohamed Hassan   |
|    | Egitto (bandiera)         | C     | Ahmed Adel       |
|    | Egitto (bandiera)         | A     | Khaled Gamal     |
|    | Egitto (bandiera)         | A     | Oufa             |
|    | Egitto (bandiera)         | A     | Hamza Magdi      |
|    | Egitto (bandiera)         | A     | Basem Morsi      |